# Cornul Africii
Cornul Africii este cea mai estică regiune a Africii, cuprinzând peninsula Somalia scăldată de Golful Aden și Marea Roșie în nord, precum și de Oceanul Indian în sud, având forma unui corn de rinocer. Această regiune cuprinde Etiopia, Somalia, Djibouti și Eritrea, cuprinzând o suprafață de două milioane de km2 și o populație de 90 milioane de locuitori. 

## Geografie
Cornul Africii este situat la o distanță egală față de Tropicul Racului și de Ecuator. Predomină relieful muntos, apărut în urma formării Riftului Est-African, cei mai înalți munți din regiune fiind munții Semien din Etiopia, care ating înălțimi de 4500 m. Clima este în general aridă, cu excepția regiunilor muntoase înalte din Etiopia și Somalia, care pot primi anual până la 2000 mm de precipitații. Temperaturile pe coasta Mării Roșii sunt printre cele mai ridicate din lume, atingând 41 C în iulie și 32 C în ianuarie.